# Campionati italiani maschili assoluti di atletica leggera 1939
I XXX campionati italiani assoluti di atletica leggera si svolsero presso lo stadio Mussolini di Torino il 22 e 23 luglio 1939. 
Al termine delle due giornate di gare a Torino, la classifica per società vide trionfare il Gruppo Sportivo Baracca Milano, seguito da Pro Patria Oberdan Milano e ASSI Giglio Rosso di Firenze.
La gara della marcia 10 000 metri disputatasi a Firenze fu ritenuta non valida a causa di problemi tecnici e fu quindi ripetuta il 13 agosto allo stadio Giovanni Berta di Firenze.
Il titolo della mezza maratona fu assegnato l'8 giugno sulla pista dell'Arena Civica di Milano, mentre quello della maratona fu assegnato a Carpi il 6 agosto.
La gara di marcia 25 km si disputò 25 giugno a Bologna, mentre quella della marcia 50 km si svolse a Roccaraso.
Infine, le gare del decathlon ebbero luogo a Modena il 16 e 17 settembre.

## Risultati

### Le gare del 22-23 luglio a Torino
| Specialità             | Oro                                                                              | Prestazione | Argento                                                                                | Prestazione | Bronzo                                                                                     | Prestazione |
| Corse                  |                                                                                  |             |                                                                                        |             |                                                                                            |             |
| 100 m                  | Orazio Mariani Gruppo Sportivo Baracca Milano                                    | 10"7        | Amelio Monacci Società Atletica Pisa                                                   | 11"0        | Gianvittorio Sculteschi Polisportiva Giordana Genova                                       | 11"1        |
| 200 m                  | Tullio Gonnelli Gruppo Sportivo Baracca Milano                                   | 21"7        | Edoardo Daelli Pro Patria Oberdan Milano                                               | 22"0        | Ernesto Bianchi GUF Torino                                                                 | 22"4        |
| 400 m                  | Ottavio Missoni GUF Dalmata                                                      | 48"3        | Angelo Ferrario Pro Patria Oberdan Milano                                              | 49"2        | Leo Craighero Associazione Sportiva Udinese                                                | 50"1        |
| 800 m                  | Mario Lanzi Gruppo Sportivo Baracca Milano                                       | 1'51"6      | Gioacchino Dorascenzi Gruppo Sportivo Baracca Milano                                   | 1'54"0      | Egisto Pederzoli Gruppo Sportivo Tellini                                                   | 1'54"0      |
| 1500 m                 | Guerrino Vitale Pro Patria Oberdan Milano                                        | 3'58"4      | Savino Scopel Pro Patria Oberdan Milano                                                | 3'58"4      | Alfredo Lazzerini Polisportiva Giordana Genova                                             | 4'05"2      |
| 5000 m                 | Giuseppe Beviacqua Polisportiva Giordana Genova                                  | 14'58"4     | Salvatore Mastroieni Dopolavoro FIAT Torino                                            | 15'30"2     | Visentin                                                                                   | 15'48"4     |
| 10 000 m               | Giuseppe Lippi ASSI Giglio Rosso                                                 | 32'34"8     | Luigi De Michelis Venchi Unica Torino                                                  | 32'46"4     | Umberto De Florentiis Polisportiva Giordana Genova                                         | 33'09"4     |
| 110 m hs               | Giorgio Oberweger Società Sportiva Giovinezza Trieste                            | 15"3        | Edoardo Eritale Pro Patria Oberdan Milano                                              | 15"4        | Lino Della Bernardina Dopolavoro Lane Rossi Schio                                          | 15"6        |
| 400 m hs               | Angelo Lualdi Gruppo Sportivo Baracca Milano                                     | 54"6        | Mario Radaelli Pro Patria Oberdan Milano                                               | 54"9        | Eugenio Gasti Pro Patria Oberdan Milano                                                    | 55"2        |
| 3000 m siepi           | Candido Parodi Gruppo Sportivo Tellini                                           | 9'37"6      | Guglielmo Borroni GUF Varese                                                           | 9'50"4      | Ilario Ugolini Società Ginnastica Costantino Reyer                                         | 9'54"6      |
| Marcia 10 000 m        | Luigi Peri 6ª legione Milizia ferroviaria Bologna                                | 48"34"0     | Malerba Società Ginnastica Costantino Reyer                                            | 49'22"0     | Vincenzi 6ª legione Milizia ferroviaria Bologna                                            | 49'22"2     |
| Staffetta 4×100 m      | GS Baracca Milano Carlo Guasconi Angelo Lualdi Gioacchino Dorascenzi Mario Lanzi | 41"8        | Pro Patria Oberdan Milano Bruno Mainardi Edoardo Daelli Angelo Ferrario Edgardo Toetti | 42"6        | GUF Torino Ernesto Bianchi Baglione Giovanni Scolari Guido Bologna                         | 43"2        |
| Staffetta 4×400 m      | GS Baracca Milano Orazio Mariani Mario Lanzi Adriano Ambrosini Tullio Gonnelli   | 3'19"2      | ASSI Giglio Rosso Cervellini Masini Fabiani Bruno Donnini                              | 3'25"0      | Pro Patria Oberdan Milano Mario Radaelli Eletto Contieri Emilio Todeselli Giuseppe Fantone | 3'25"8      |
| Salti                  |                                                                                  |             |                                                                                        |             |                                                                                            |             |
| Salto in alto          | Francesco Colombini Gioventù Italiana del Littorio Modena                        | 1,90 m      | Giuseppe Orso Dopolavoro Lane Rossi Schio                                              | 1,90 m      | Eugenio Donadoni Società Sportiva Parioli                                                  | 1,85 m      |
| Salto con l'asta       | Mario Romeo Gruppo Sportivo Baracca Milano                                       | 3,90 m      | Giambattista Boscutti Virtus Bologna Sportiva                                          | 3,80 m      | Giovanni Masten GUF ATA Trento                                                             | 3,70 m      |
| Salto in lungo         | Arturo Maffei ASSI Giglio Rosso                                                  | 7,47 m      | Guido Bologna GUF Torino                                                               | 7,02 m      | Giuseppe Stabilini GUF Varese                                                              | 6,99 m      |
| Salto triplo           | Mario Taddia Gruppo Sportivo Baracca Milano                                      | 14,34 m     | Vittorio De Orchi GUF Roma                                                             | 14,05 m     | Vittorio Turco Società Atletica Pisa                                                       | 13,93 m     |
| Lanci                  |                                                                                  |             |                                                                                        |             |                                                                                            |             |
| Getto del peso         | Angiolo Profeti ASSI Giglio Rosso                                                | 14,96 m     | Ruggero Biancani Virtus Bologna Sportiva                                               | 14,47 m     | Enea Bertocchi Virtus Bologna Sportiva                                                     | 14,01 m     |
| Lancio del disco       | Adolfo Consolini Fondazione Bentegodi Verona                                     | 49,19 m     | Giorgio Oberweger Società Sportiva Giovinezza Trieste                                  | 48,27 m     | Aroldo Spaggiari 6ª legione Milizia ferroviaria Bologna                                    | 43,89 m     |
| Lancio del martello    | Teseo Taddia Gruppo Sportivo Baracca Milano                                      | 47,91 m     | Giovanni Oretti Società Sportiva Giovinezza Trieste                                    | 46,72 m     | Michele Venanzetti GUF Milano                                                              | 46,60 m     |
| Lancio del giavellotto | Raffaele Drei Pro Patria Oberdan Milano                                          | 57,72 m     | Amos Matteucci 12ª legione Milizia ferroviaria Reggio Calabria                         | 56,04 m     | Bruno Rossi Virtus Bologna Sportiva                                                        | 55,75 m     |

### La mezza maratona dell'8 giugno a Milano
| Specialità                      | Oro                                   | Prestazione | Argento                                         | Prestazione | Bronzo                                    | Prestazione |
| Mezza maratona (25 km su pista) | Savino Resta Società Sportiva Parioli | n/d         | Spartaco Morelli Gruppo Sportivo Baracca Milano | n/d         | Giannino Bulzone Società Sportiva Parioli | n/d         |

### La marcia 25 km del 25 giugno a Bologna
| Specialità              | Oro                                               | Prestazione | Argento                                | Prestazione | Bronzo                                          | Prestazione |
| Marcia 25 km (su pista) | Luigi Peri 6ª legione Milizia ferroviaria Bologna | 2h12'37"2   | Ettore Rivolta Ginnastica Comense 1872 | 2h13'51"3   | Alighiero Guglielmi Fondazione Bentegodi Verona | 2h16'18"0   |

### La maratona del 6 agosto a Carpi
| Specialità | Oro                                                       | Prestazione | Argento                                            | Prestazione | Bronzo                                | Prestazione |
| Maratona   | Francesco Roccati Fabbrica Italiana Tubi Meccanici Torino | 2h39'37"    | Umberto De Florentiis Polisportiva Giordana Genova | 2h51'51"    | Luigi De Michelis Venchi Unica Torino | 2h59'07"    |

### La marcia 10 000 metri del 13 agosto a Firenze
| Specialità      | Oro                                                     | Prestazione | Argento                                         | Prestazione | Bronzo                                            | Prestazione |
| Marcia 10 000 m | Giuseppe Kressevich Società Sportiva Giovinezza Trieste | 49'17"4     | Vincenzi 6ª legione Milizia ferroviaria Bologna | 49'54"4     | Luigi Peri 6ª legione Milizia ferroviaria Bologna | 50'08"0     |

### Il decathlon del 16-17 settembre a Modena
| Specialità | Oro                                     | Prestazione | Argento                                     | Prestazione | Bronzo                                   | Prestazione |
| Decathlon  | Eugenio Gasti Pro Patria Oberdan Milano | 5961 p.     | Gervasio Bastino Milizia ferroviaria Torino | 5685 p.     | Ruggero Biancani Virtus Bologna Sportiva | 5522 p.     |

### La marcia 50 km a Roccaraso
| Specialità   | Oro                                    | Prestazione | Argento | Prestazione | Bronzo | Prestazione |
| Marcia 50 km | Ettore Rivolta Ginnastica Comense 1872 | 5h15'21"4   |         |             |        |             |